# 京野菜

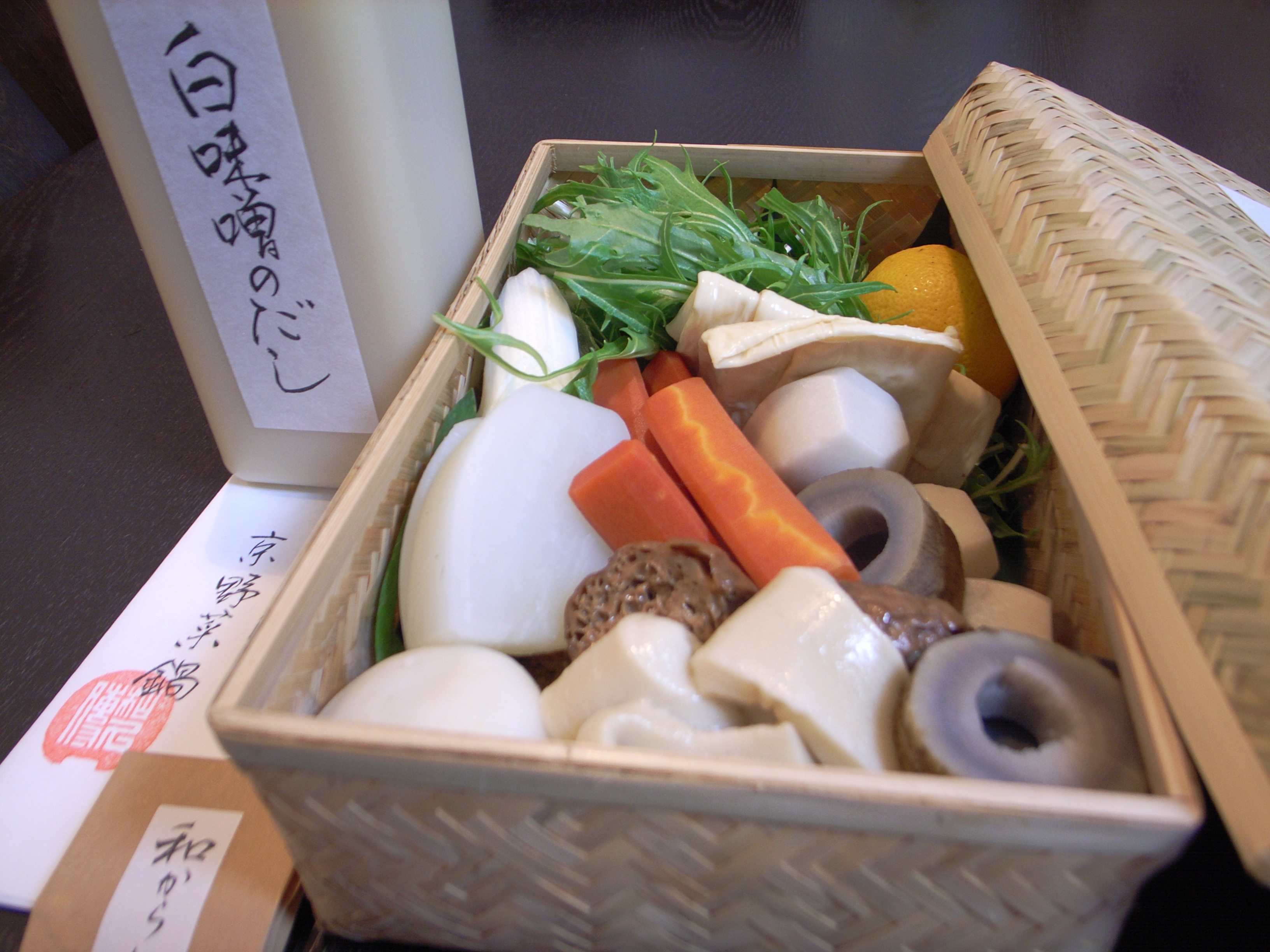
京野菜ブランドを前面に出した商品の一例：料亭が販売する鍋の食材セット

京野菜（きょうやさい）は、京都府で生産されている京都特産の野菜。
2024年現在では、一般的に京の伝統野菜やブランド京野菜を指す。京都の食文化と、季節ごとの暑さと寒さと昼間の寒暖差が大きいという気候に合う、明治以前から続く栽培の歴史から数々の京野菜が生まれている。

## 特徴
京野菜の定義は曖昧で、明確には定められていない。京都で品種が確立したもの、または京都独自の生産技術によって生み出された品目などを総称するが、場合によっては京都府内でほとんど生産されないユリ根なども含まれる。一般的には明治時代後半以降に日本に導入された野菜は含まれず、5世紀 - 12世紀頃までに中国や朝鮮半島から日本に伝わったサトイモやダイコンなどの野菜などが京野菜の対象とされるが、20世紀になってから海外品種との交配で作出された万願寺とうがらしが含まれるような場合もある。その一方で、伝統野菜だけでなく、広義には京都で作られる野菜全てを京野菜とみなせる、という京都市の見解もある。
京野菜は現代の交雑品種などに比べて、生産性や形状の規格など広域流通の便が高くないため、20世紀半ばには生産が減少したが、京都府や京都市による品種の調査・保存やブランド京野菜の推進などにより、1990年代以降は生産・消費が拡大している。1990年の調査によれば、一般的な改良品種に比べて京野菜はビタミンやミネラル、食物繊維を豊富に含むという。なお、京都府農林水産部では毎月15日を京野菜の日とし、PR活動を行っている。また、2008年から京野菜検定が開催されている。他にこのような伝統野菜として、大阪府のなにわ野菜、奈良県の大和野菜、石川県の加賀野菜などがあり、各地で保存伝承の試みが行なわれている。

## 京の伝統野菜
「京の伝統野菜」について、1988年（昭和63年）3月京都府農林水産部により以下のような定義が定められた。
1. 明治以前に導入されたもの
2. 京都府内全域が対象
3. たけのこを含む
4. キノコ、シダを除く
5. 栽培または保存されているもの及び絶滅した品種を含む。

京野菜は、大別して夏野菜と冬野菜に分類される。現存種35品種、絶滅種2品種、京の伝統野菜に準じるもの3品種は以下のように分類されている。

### 品種(現存種)

#### 大根
- 辛味大根 - 出回り期は11月上旬から12月中旬[13]。
- 青味大根
出回り期は11月から1月[13]。青みが濃く、細長い小ぶりな大根[14]。江戸時代・文化・文政（1804年 - 1829年）の頃、今は絶滅した「郡大根」の変異種として生まれたと伝えられる。直径1 - 1.5 cm、長さ12 - 15 cmの細い大根で、土から出た部分が曲がった独特な形になる[14]。地上に出る首の部分が緑色をしているため「青味だいこん」と呼ばれている。会席料理の高級食材として、刺身のつま、酢漬け、椀種などに使われる[14]。青味大根は昔からご祝儀用に欠かせないもので、吸い物の具や、青味の部分がキュウリの代用、刺身のつまに利用され、また漬物用として珍重された。8月下旬 - 9月上旬に種播きし、11月 - 1月末に収穫。京都市特産そ菜保存委託事業として、市内の3戸の農家が栽培を続け、種の自家採種をおこなっている。
- 時無大根
出回り期は3 - 4月の野菜の端境期[13]。文政の初年度（1810年 - 1820年）紀伊郡東九条村（現在の南区東九条）の小山藤七が、当時極晩生種であった大根の種を得て、「藤七大根」という名で種を販売したのが源であると云われている。当時の大根は堀入で地上部に根部が露出する事なく、葉は著しく濃緑色で欠刻を有し、現在の時無大根に比べると、極めて晩生種であったと思われる。葉は淡青緑色、深い切れ込みがある直立性で、中肋の細かいのが特徴で、根部は先端が細まった尖円筒形をしており、直径6 - 8 cm、長さ45 cm程である。
- 桃山大根
出回り期は11月中旬から1月下旬[13]。起源は定かでないが、滋賀県と云われている。伊吹山大根を大亀谷に移して栽培されたと言われ、肉質が緻密で漬け物栽培用として作られていたが、現在は需要が激減し種子保存用のみという。
- 茎大根 - 出回り期は12月上旬[13]。
- 佐波賀大根 - 出回り期は2月から5月[13]。
- 聖護院大根
京の伝統野菜ブランド産品（12品種）のひとつ。出回り期は10月中旬から11月下旬で[13]、江戸時代に尾張から渡った宮重系の長大根を、耕土の浅い京都・聖護院地区で作り続けられるうちに丸くなったとされる[3][14]。楕円形（早生種、晩生種）と丸形（中生種）があり、晩生種は淀大根（よどだいこん）ともいう[14]。ふろふき大根に向く[14]。

#### 蕪
- 松ケ崎浮菜かぶ - 出回り期は11月下旬から2月下旬[13]。
- 佐波賀かぶ
- 舞鶴かぶ - 出回り期は11月上旬から12月[13]。
- 聖護院かぶ
出回り期は10月中旬から11月下旬[13]。京都府亀岡市などで栽培される。日本一の大きさを持つカブで、重さは2 - 5キログラム (kg) ほどある。甘みがあり、煮崩れしにくく、かぶら蒸しや、京都の漬物で有名な千枚漬けの材料になる[14]。
- 大内かぶ - 出回り期は12月中旬から3月上旬[13]。

#### 漬菜
- うぐいす菜
出回り期は12月中旬から1月で[13]、天王寺蕪の早生種から作られた椀種用の蕪。春の初めに種を蒔き、ウグイスが鳴く頃に収穫することからその名がついたといわれる[15]。
- すぐき菜
出回り期は11月下旬[13]。上賀茂地区特産のカブの一種。葉ごと塩漬けし、乳酸発酵したすぐきは、千枚漬けと並ぶ京都を代表する漬物である[14]。
- みず菜
京の伝統野菜ブランド産品（12品種）のひとつ。出回り期は周年[13]。葉の切れ込みが大きく、分けつ性が非常に強いことから、大きな株になる。アクが少なく、「ハリハリ」と表現される歯触りの良さが特徴で、旬の冬場に霜に当たるとやわらかくなる[16]。京都では「水菜」、他の地方では「京菜」とよばれている[16]。
- 壬生菜
京の伝統野菜ブランド産品（12品種）のひとつ。出回り期は周年[13]。寛政年間に壬生付近で発見されたのが名の由来[16]。漬け菜の一種でみず菜に似るが、葉に切れ込みがなく、みず菜にはない香りと辛みがある[16]。繊維はやわらかいが、みず菜のようなシャキシャキした歯触り感はない[16]。
- 畑菜 - 出回り期は3月下旬から5月上旬で[13]、在来のアブラナの一種。主に油を取るために栽培されたものを食用にしたもので、やわらかい葉を煮物などに利用する[17]。

#### 茄子
- もぎなす - 出回り期は5月から7月[13]。
- 賀茂なす
京の伝統野菜ブランド産品（12品種）のひとつ。出回り期は5月中旬から9月下旬で[13]、江戸時代に上加茂で作られたとされる丸ナス。光沢のある紫色をした大果で、果皮はやわらかく肉厚で甘みがあり、田楽や煮物にして食べられている[3][17]。
- 山科なす
京の伝統野菜ブランド産品（12品種）のひとつ。出回り期は6月から9月[13]。電球形で皮が薄く、果肉が柔らかい。煮物、焼きなす、ぬか漬けに利用され、京都の郷土料理「なすとにしんの炊き合わせ」に使われる[17]。

#### 唐辛子
- 伏見唐がらし
京の伝統野菜ブランド産品（12品種）のひとつ。出回り期は4月から10月で[13]、伏見付近を中心に栽培されている。甘み種の唐辛子で、別名「伏見甘」ともいい、関西では「青とう」とよばれることもある[17]。焼き物、てんぷら、煮物、揚げ物に利用される[17]。
- 田中唐がらし - 出回り期は6月上旬から10月下旬[13]。
- 山科唐辛子 - 出回り期は6月上旬から10月下旬[13]。

#### 南瓜
- 鹿ケ谷かぼちゃ
京の伝統野菜ブランド産品（12品種）のひとつ。出回り期は7月上旬から8月中旬で、ひょうたん型で果皮が凸凹しているのが特徴[13]。津軽から持ち帰ったカボチャの種を愛宕郡鹿ケ谷村で栽培されたのが発祥とされる[3]。深緑色の果皮は、熟すると茶褐色になり表面に粉がふく[13]。

#### 根菜
- えび芋
京の伝統野菜ブランド産品（12品種）のひとつ。出回り期は11月上旬から12月中旬[13]。唐芋を土寄せして特殊栽培した子芋用のサトイモ[16]。粉質であるが、煮ると強い粘りが出る[16]。京名物の「芋棒」は、棒だらと一緒に炊いたものである。葉柄もずいきとして食用にする[16]。
- 堀川ごぼう
京の伝統野菜ブランド産品（12品種）のひとつ。出回り期は11月上旬から12月中旬[13]。堀川地区で滝野川系ごぼうを特殊栽培したもので、品種名ではない[16]。1年以上をかけて栽培され、太さ6 - 9センチメートル (cm) の大きさに育てる[16]。中心にスが入って穴ができ、香りが高くてやわらかいため煮物に向いている[16]。
- くわい - 京の伝統野菜ブランド産品（12品種）のひとつ。出回り期は12月[13]。

#### その他
- 桂うり
桂うりは、白瓜の一種であり、主に奈良漬けなどに用いられてきたが、現在はほとんど生産されていない希少種である。
- 柊野ささげ
出回り期は7月上旬から9月中旬[13]。さやの長さが80 - 90 cmと長く、すじがなくてやわらかいのが特徴。来歴は不明であるが、現在の北区上賀茂柊野が原産とされ、明治以降に盛んに栽培されたが作型に手間がかからない短型のささげに押されて、現在は京都市に委託された栽培農家が在来種の保存と栽培を行っている[18]。
- 京うど - 出回り期は5月[13]。
- 京みょうが - 出回り期は9月下旬から10月上旬、および12月上旬から2月上旬[13]。
- 九条ねぎ
京の伝統野菜ブランド産品（12品種）のひとつ。出回り期は周年[13]。青ねぎ（葉ねぎ）の一種で、九条でつくられたのでこの名がある[16]。京都ではポピュラーなネギで、白ネギは「東京ねぎ」とよんで区別している[16]。ネギ特有のクセがなく、歯ごたえと香りもよく、鍋などの薬味に欠かせない食材となっている[16]。
- 京ぜり - 出回り期は10月下旬から4月上旬[13]。
- 京たけのこ（タケノコは一般種だが特別選定）
京の伝統野菜ブランド産品（12品種）のひとつ。京都西部の洛西丘陵や西山山麓などが、東南に面して水はけのよい粘土質の土壌のため、特に孟宗竹などのタケノコ生産に適している[19]。3月下旬から5月上旬が旬となり、特にタケノコの穂先が表土から少し出た頃のものは柔らかくてえぐ味が少なく、白子と呼ばれて最上とされる[20]。一方で、収穫後は時間の経過とともに組織が硬くなってえぐ味が増し、切り口からの樹液漏出も鮮度低下の原因となる[20]。このため、朝5時から収穫して同日朝に市場に出荷される「朝掘たけのこ」は、鮮度と味を高く評価される[19][20]。
- じゅんさい - 出回り期は5月から9月[13]。
- 聖護院きゅうり

### 絶滅した京の伝統野菜

#### 大根
- 郡だいこん

#### 蕪
- 東寺かぶ

### 京の伝統野菜に準じる野菜

#### 唐辛子
- 万願寺唐がらし
京の伝統野菜に準じるブランド産品（2品種）のひとつ。出回り期は5月上旬から9月中旬[13]。舞鶴市の万願寺が発祥とされる、長さ15 cmにもなる大型の甘とうがらし[3]。伏見唐がらしよりも大きく、果肉が柔らかくて甘みと独特の風味がある[17]。
- 鷹峯とうがらし - 出回り期は6月から9月[13]。

#### その他
- 花菜（菜の花）
京の伝統野菜に準じるブランド産品（2品種）のひとつ。出回り期は12月中旬から4月上旬[13]、あぶら菜の開花寸前の蕾を収穫したもので、ほろ苦さと軸のやわらかさに特徴がある。京都特産の「菜の花漬け」は、塩で浅漬けにしたもの[17]。

## 行政による京野菜の推奨事業

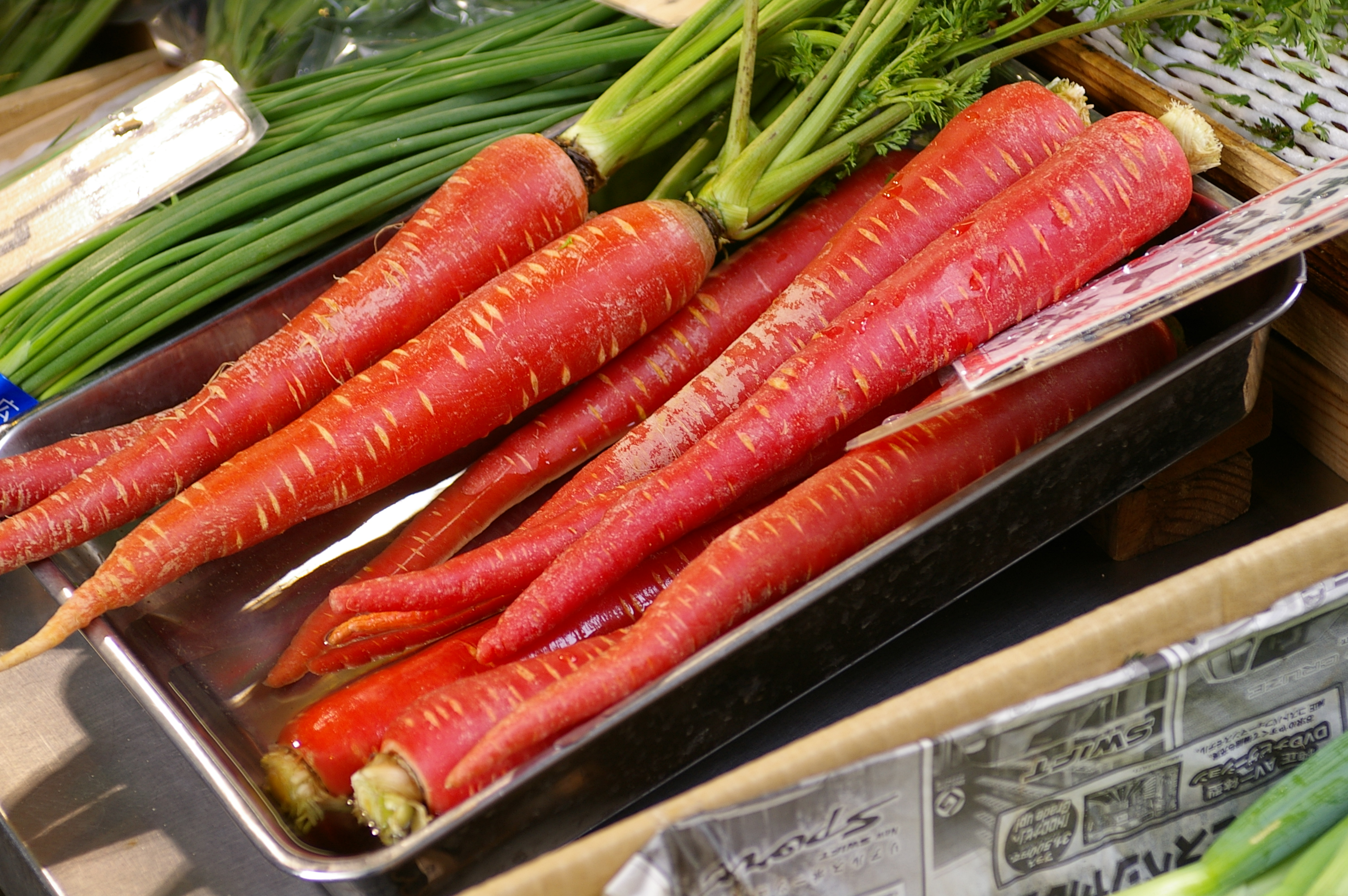
錦市場の金時にんじん

### ブランド京野菜
1989年より、京都府、流通団体、京都農協などが中心になり設定した農産物の認定制度。「京の伝統野菜」と12品種、「京の伝統野菜に準じるもの」と2品種が重複する。また、黒大豆、丹波栗など、伝統野菜でない丹波・丹後地方の特産物など以下の10品種も含む。
制度開始以来、ブランド品目を認証し、産地と生産者を3年毎に見直しながら認証するとともに、毎年4,000件以上の生産物の検査を行っている。産地として一定以上の生産量があり、農協系の組織を通じて計画的に市場出荷が行われることなどが要件となっている。このため、特に京都市内の生産者は生産量の基準を満たせず、制度の対象外となっている。

#### 京の伝統野菜以外のブランド京野菜
- 金時にんじん
出回り期は12 - 1月。東洋系の長恨種で、別名「京にんじん」ともよばれる[14]。ニンジン特有の青臭さは少なく、リコペンという色素により赤みが強い。やわらかいが、煮崩れしにくいのも特徴である[14]。
- やまのいも
- 紫ずきん（大豆）
- 黒大豆
- 京 夏ずきん
- 丹波大納言小豆
- 丹波栗
- 京こかぶ
- 京たんご梨
- 京丹波大黒本しめじ

### 京の旬野菜
旬の野菜の消費を促進する事によって、栄養価の高い野菜を市民に供給し、栽培する上でエネルギー消費を抑制するとともに地産地消により輸送エネルギーも削減する事を目標とし、京都市が1988年に開始した制度。環境への配慮から、農薬や化学肥料の使用を減らすよう勧めている。また、食育の一環として市内の小中学校の給食の食材にも取り入れられている。
認定の規定としては、以下の4項目がある：
- 年間10a以上の面積で野菜の作付を行っている
- 対象品目を5年以上栽培している
- 京都市が定めた方法に準じた栽培を行う
- 過去3年以内に取り消された経験がない

なお、伝統野菜以外の作物も認定の対象となり、一部の品種改良されたトマトなどは特に「新京野菜」と呼んでいる。問題点として、京都市が販売数量や金額を把握していないため、ブランド管理に影響がある点などが指摘されている。

## 流通形態と利用

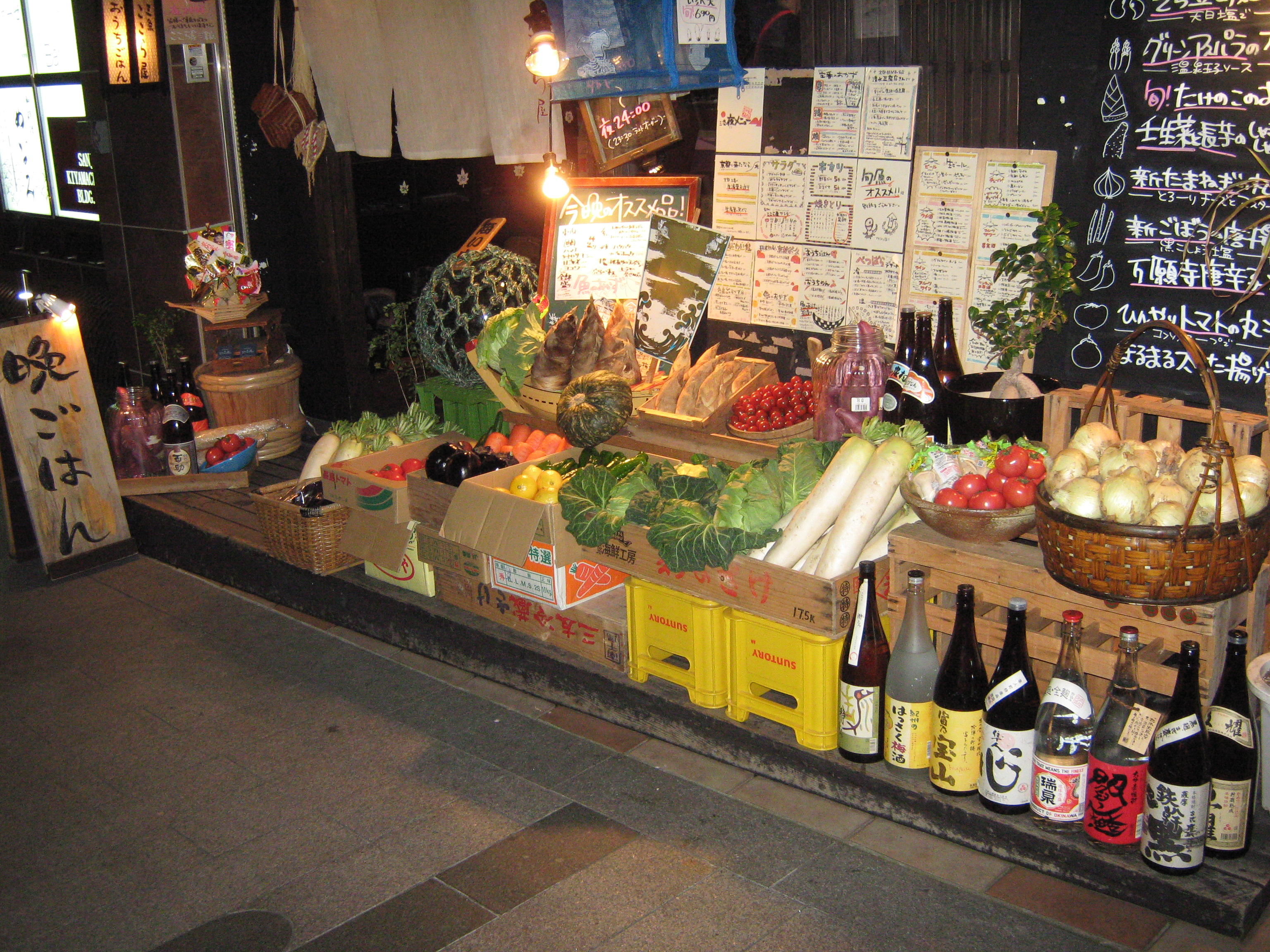
京野菜を使用していることをアピールする飲食店 - 京都市中京区木屋町通

京野菜は、地域内での消費を基本としてきた。京都市中央卸売市場第一市場のほか、京都市内だけで11か所の地方卸売市場があり、生産者が野菜を持ち込んでいる。さらに、農家がかつては大八車、近年は軽トラックで自ら顧客の家庭を回って販売する振売の風習が残っている。また、特にブランド京野菜の事業では府外への販売を積極的に促進し、2004年の時点で旭川市から福岡市まで日本国内の広い地域に販路が広がっている。
京都では近世以前は新鮮な魚介類が入手しにくく、また仏教の影響で食肉を避ける事などから、京料理では伝統的に野菜が重視されてきた。また、得られる魚介類は干物や塩蔵物が中心となったが、その調理には工夫が凝らされ、棒鱈と海老芋を炊き合わせた芋棒、わかめと筍の煮物など、野菜が積極的に取り入れられた。さらに京野菜は茶道の懐石料理や精進料理との結びつきが強いため、鮮度の良い野菜が一年中求められてきた。近隣で同様の野菜が生産されていても京野菜を取り寄せる東京の料亭があるなど、京野菜は近年も日本料理の素材として高い評価を受けている。また、京漬物や一般家庭のおばんざいの素材としても用いられている。外食産業では、京野菜を常時3品目以上使い、京野菜料理を常時3品以上提供する、という条件を満たした飲食店を対象とした「旬の京野菜提供店」の認定制度があり、2015年の時点で京都府と東京都の和食、西洋料理、中華料理の各分野から計216店が認定されている。

## ブランドイメージ
2006年の京都市内における調査によれば、京野菜のイメージとして以下のようなものがある。
- 伝統・歴史：伝統食材。天皇や公家が口にし、伝統行事食に用いられる。
- 食味：煮物に向いている、あっさりしてみずみずしい。
- 世間の評価：観光向け、非日常的な食材。
- 利便性：使い方が分かりにくく、調理が困難。
- その他：栄養価が高い。高級品。

## 歴史および地理的要因
京都はかつて、日本の都として栄えた1000年以上の歴史を有する。政治的権力があった時代に、所領から多くの文物が京の都に集まり、その中には野菜を含む農産物があった。江戸時代に入って政治的権力を失ってからも、文化の中心地の一つとして諸藩の屋敷が京都にあり、ここを通じて各地の農産物が伝えられた。これらが京都の農家で栽培され、京周辺の気候風土に適した野菜の品種が成立していった。また、長い京都の歴史の中で高級な宮廷貴族の料理から一般庶民の料理まで独特の食文化が発達し、その対応として料理の素材としての野菜も選択されて、後年になって特に意識されるようになった。昭和の先の大戦後は日本の食文化にも大きな変化が見られ、和風調理から洋風調理へと移行して全国的に画一化・単純化がすすむとその素材としての野菜の品種も単純になっていった。その後、衰退した地方品種が再び見直されるようになると、全国に先駆けて京都府は「京の伝統野菜」を1987年に指定して、京野菜を特産品としてブランド化して、その維持に努めている。

### 古代 - 近代
延暦13年（794年）の平安京創設以来、京都は都として繁栄して各地から人々や物品が集まり、宮廷や社寺への献上品も含めて多様な野菜が集まってきた。現在の都道府県の区分で京都府を原生地とする京野菜は一つもないが、一部の野菜は京の気候風土が栽培に適していたため、良質な品物が得られるようになった。また、野菜自体の味を向上させるため、歴史的に栽培方法の工夫や品種改良が重ねられてきた
京都近郊では、市中の生活から出る下肥が農地の生産力を高め、賀茂川や高野川、桂川、宇治川は上流から肥沃な土壌を運ぶとともに農業用水となってきた。また、同じく京都近郊での年間1,800mmほどの適度な降雨と年平均14 - 15°Cの温暖な気候は葉菜類などの育成を支える。京都盆地では県北の丹後地方のような積雪はなく冬季でもムギや野菜の栽培は可能であり、適度な冷却はむしろ野菜の味を高めるとされる。なお、同じく府内で温暖な山城地区では、伝統的に水田や茶園を主体とし、野菜生産は京都近郊ほど盛んではなかった。
京都という大都市の消費市場が存在したため、京都近郊の農家では自家消費用だけでなく商品野菜の生産が著しく発達した。これに加え、農家の多くが中間山地に位置して各戸の耕作面積が小さかったことも、集約的な商品野菜の栽培を促したと見られる。また、宗教行事における精進料理やハレの京料理には多種類の野菜が必要とされ、その生産や確保に工夫が凝らされてきた。
一方で、同じ地域内における野菜の集約栽培によって連作障害が生じる事を避けるため、輪作に工夫が凝らされた。20世紀前半の水田を利用した輪作の例では、
- 早生稲 - スグキナ - オオムギ - 早生稲
- ナスまたはキュウリ（夏野菜） - スグキナ - オオムギ - 早生稲または晩生稲
- カボチャ - 聖護院大根 - ホウレンソウ - オオムギ
- サトイモ - ネギ - 時無大根 - 稲 - オオムギ - エビイモ - ネギ - 時無大根 - サトイモ

など様々な体系を農地ごとに数年続け、田畑輪換によって異なる輪作を取り入れる仕組みが確立されていた。

### 現代
しかし、近代以降に交雑育種によって得られた新しい品種との競争が始まると、京野菜は生産性や消費動向などの面で優位性を失って栽培が衰退していった。京都府はその状況を危惧し、1960年に農業試験場で伝統野菜の品種保存を検討し、21品目・105種を品種および栽培方法の保存対象として選定した。1974年には府が伝統野菜原種ほ設置事業を開始し、農業総合研究所が生産農家から栽培方法を聞き取って記録するとともに、種苗の提供を受けて保存するようになった。1977年からは、供託した農家の許可を得たものについて、産地育成のために種苗提供を行うようになった。また、京都市も1962年に特産そ菜保存ほ場を設置し、10種類の品種について保存の委託事業を始めた。
一方、1980年代に入ると全国的な米の生産過剰とそれを受けた米価低迷から、京都府でも営農の柱を従来の米から野菜など集約的な園芸作物に移行する必要が生まれた。耕地面積の制約から大量生産は困難なため、市場競争力のある多品種少量生産の品目が必要とされ、特有の優れた味やブランドイメージを有する京野菜が着目された。
このような動向を受けて、京都府は農業改良普及所とともに府内全域で野菜の品目・品種を調査し、高嶋四郎の指導下で1987年に「京の伝統野菜」の定義を整理し、40種類を指定した。翌1988年には「京都府内産農林水産物のブランド確立に関する基本指針」を取りまとめ、京野菜の生産拡大と流通販売力の強化を推進するブランド京野菜の事業が1989年に始まった。等階級や出荷形態などの基準を満たすものとして、同年の開始時点では春夏3品目、秋冬4品目、市場流通する生産量確保と規格水準の維持が可能な産地として18か所が、それぞれ指定された。
1990年代に入ると、京のふるさと産品価格流通安定協会が首都圏への出荷やアンテナショップの開設、各種イベントでの広報活動などを始めた。また、伝統的に露地栽培されてきたミズナやミブナをパイプハウス栽培するための助成による出荷期間の延長や、研究機関との協業による病害虫駆除などによる生産性や品質の向上、消費動向に対応した小型化のための栽培の工夫など、技術面でも様々な取り組みが進められた。これらの活動もあって京野菜の生産・消費は拡大し、ブランド京野菜は品目・産地ともに認証の拡大が進み、1999年には20品目・83産地、2007年には21品目・115産地がそれぞれ指定の対象となっている。この間、ブランド京野菜の販売金額は1989年の3,800万円から2008年には15億円を超えるまでに増加し、京都府の野菜全体の産出額も214億円から243億円に増加し、後者は都道府県別の増減率で5位に相当する。
このような消費拡大の一方で、若い生産者を中心とした大規模な生産法人などの育成が進まず、生産者の高齢化などによって産地が縮小し、販売規模の拡大や計画的生産が困難になっている。また、他府県産の同じ品種との競争などによる京野菜全般の単価の下落も問題となっている。

## 京都の野菜信仰

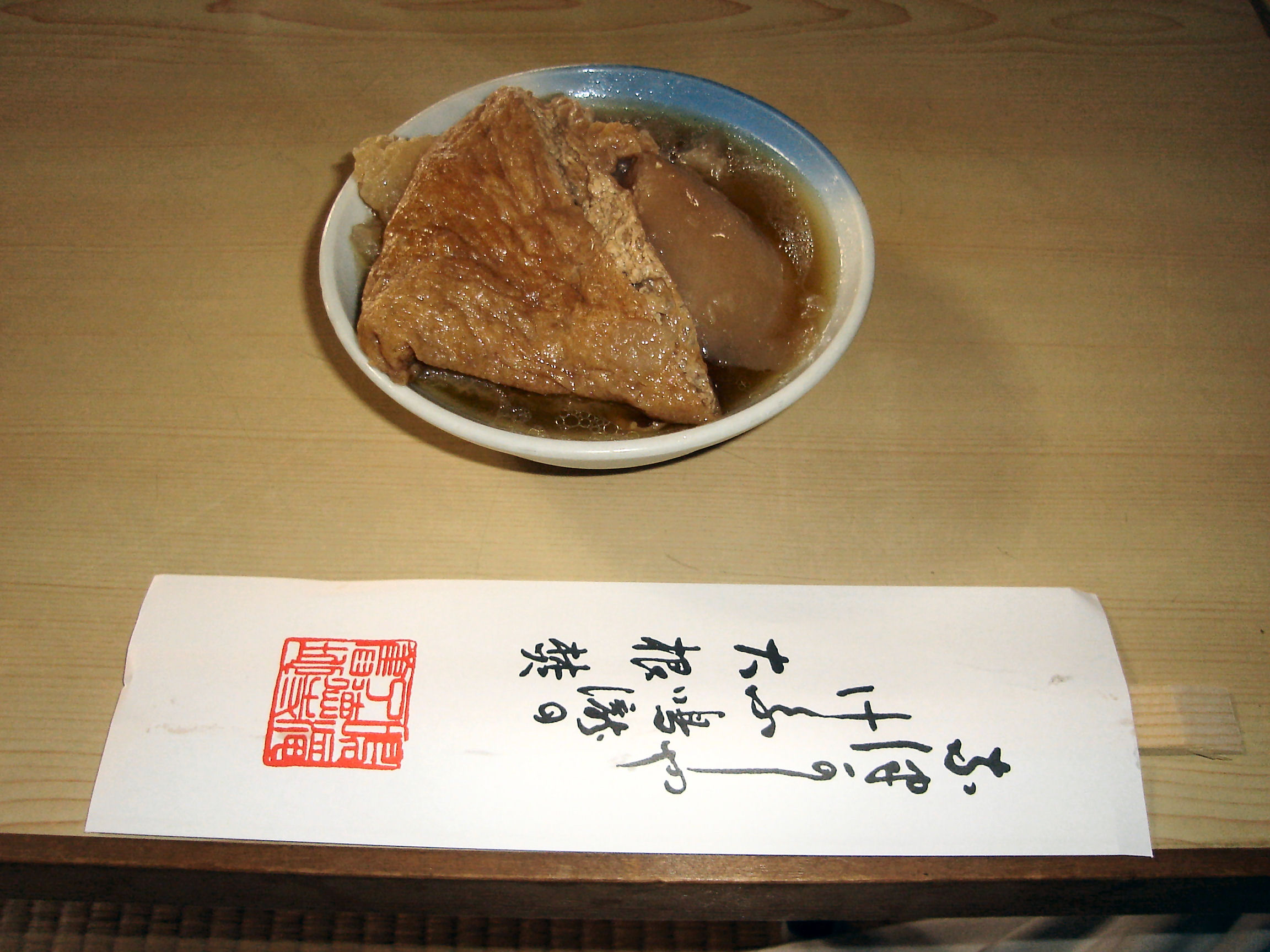
了徳寺の大根焚き

京都には日々の暮らしの中で伝統的に行われている年中行事が息づいており、その中で野菜を祈りの対象とする様々な宗教行事が現存する。
- 若菜祭り - 1月7日に行われる。七草粥を食べる行事として日本全国的に見られる行事だが、京都では七草を刻む際に穀物を鳥害から守るための歌を歌うという特徴がある[34]。
- みょうが神事、たけのこ神事 - 立春に、綾部市の阿須々伎神社と篠田神社でそれぞれ行われる[35]。供えたみょうがおよびたけのこの上がり方で、稲の豊凶や植え付け時期を占う[35][36][37]。
- かぼちゃ供養 - 7月25日に安楽寺で営まれる[34]。地元でとれた鹿ヶ谷かぼちゃを仏前に供え、供養に来た参拝者に煮たかぼちゃが振る舞われる[18]。この日にかぼちゃを食べると、中風にならないとされる[34]。
- きゅうり封じ - 土用の丑の日に、蓮華寺や神光院で行われる[35]。きゅうりに氏名、年齢などを書いて祈祷した後、きゅうりを持ち帰り、体の悪い部分をなでて土中に埋めるか川に流して治癒を願う[18][38]。
- お精霊さん - 京都の夏の最大行事で、中央市場では毎年8月上旬に1日だけお供え用の盆商材の市が立つ[18]。その年により商材の内容は変化するが、ハスの葉、ほおずき、青柿、まくわうり、ほおずき、さつま芋、ひょうたん、みかんなどの初物がそろい、翌日から小売店にそれらがならぶ[18]。供え物の内容や品数は宗派などによって異なるが、ハスの葉に夏の初物を盛って、三尺ささげ（柊野ささげの別名）を結んで飾りにするのは共通であるといわれる[18]。
- へちま加治 - 中秋の名月に、赤山禅院で行われる[35][39]。ぜんそくや気管支炎をへちまに封じ込めるよう加持祈祷を行い、そのへちまを持ち帰って治癒を祈願する[35]。
- 瑞饋祭 - 10月1日 - 10月5日に北野天満宮で行われる[35]。秋に収穫した野菜や穀物を天神に捧げ、ずいきで屋根などを作って野菜を飾った神輿を巡行する[40]。
- 大根焚き - 12月7日、12月8日に千本釈迦堂で行われる[35]。聖護院大根に梵字を書いて祈祷してから、輪切りにして油揚げと一緒に大釜で炊く[27]。これを食べると中風予防や厄除けの効果があるとされる[27]。前後の時期に、了徳寺など複数の寺院で行われる[41]。
- 蒟蒻封じ - 庚申の日に八坂庚申堂で行われる[42]。祈祷後に猿型のこんにゃくを食べると神経痛やリウマチの予防に効果があるとされる[35]。

## 関連資料
- 小学館『食材図典』編集部 編『FOOD'S FOOD 食材図典』小学館、1995年。ISBN 4-09-526081-5。
- 『ほんまもん京野菜ガイドブック』 社団法人京のふるさと産品価格流通安定協会